# Исламский освободительный фронт моро
Исламский освободительный фронт моро (таг. Pangharap na Maka-Islam na Pagpapalaya ng (mga) Muslim, араб. جبهة تحرير مورو الإسلامية‎, англ. Moro Islamic Liberation Front (сокр. MILF)) — исламистская организация. Борется за создание автономного региона для народов моро на юге Филиппин. Создан в 1981 году консервативными членами Национально-освободительного фронта моро (НОФМ), которые были несогласны с решением руководства НОФМ подписать при посредничестве ливийского лидера Муаммара Каддафи в 1976 году договор о прекращении огня, когда филиппинские власти согласились предоставить мусульманам Минданао региональную автономию. Присутствует в автономном регионе Бангсаморо, включающий часть острова Минданао, на архипелаге Сулу, острове Палаван, Басилан и других соседних островах.

## Предыстория
Арабские купцы и мусульманские проповедники привезли ислам на Филиппины ещё в 1210 году. К началу испанской колонизации население Филиппин на побережье основных островов исповедовало ислам. Испанцы, стремящиеся заполучить колонии, богатые природными ресурсами и расположенные на оживленных торговых путях, столкнулись с ожесточенным сопротивлением мусульман. Испанцы назвали филиппинских мусульман моро, что созвучно с маврами. Поднявшееся антиколониальное восстание продолжалось до 1898 года, когда Испания потерпела поражение в войне с Соединенными Штатами. Согласно Парижскому договору 1898 года, Филиппины перешли под юрисдикцию США, что вызвало возмущение моро. В начале 20 века мусульмане моро сражались с американцами, а во время Второй мировой войны — с японскими оккупантами. Многие сравнивают политику Филиппин в отношении мусульман с политикой Израиля на оккупированных палестинских территориях.
Минданао — второй по величине остров Филиппин, в котором расположены наименее развитые провинции страны. Так, в Автономном районе Минданао, например, самая высокая в стране детская смертность (64 %) и самый низкий уровень грамотности (60 %). Население Минданао составляют мусульмане, однако со времён колониального господства Испании на Филиппинах, начавшегося в середине XVI века, целью всех правительств было достижение политического господства на Минданао, путём переселения на юг филиппинцев-христиан, а также обращение его жителей в католичество.
Такая политика привела к тому, что из большинства на Минданао и островах архипелага Сули мусульмане превратились в меньшинство и составляют лишь 17 % населения региона. Кроме того, в результате несправедливого распределения земель, например, на маленьком острове Басилан, где мусульмане составляют 71 % населения, христиане владеют 75 % земельных угодий, а 75 % оборота местной торговли сосредоточено в руках местных китайцев.
В результате миграции католиков с севера мусульмане-моро превратились в меньшинство на своей родной земле. При помощи коррумпированных местных чиновников и полиции католики продолжали захватывать огромные участки земли на Минданао, лишая местных жителей не только достоинства, но и средств к существованию. В результате этого мусульмане стали самой малообеспеченной и малограмотной группой населения.
На острове Минданао расположены богатейшие на архипелаге залежи нефти и газа и Исламский освободительный фронт Моро обвиняет правительство Филиппин в том, что оно стремится получить в свои руки эти месторождения, не заботясь о местном населении.

## Цель и идеология
Национально-освободительный фронт Моро многие годы был крупнейшей вооружённой повстанческой группировкой на юге Филиппин. Фронт борется за сохранение исторического, религиозного и культурного своеобразия народа моро, а также за его право определять собственное будущее. Лидеры Фронта всегда утверждали, что обязанностью народа Моро является джихад против филиппинского правительства. Насилие, совершаемое экстремистами, выступавшими от имени христианской общины, против мусульман привело к формированию организации и пополнению её рядов новыми бойцами. Руководство организации высказывается за создание федеративной республики и называет свою идеологию «исламской и демократической».
Помимо Исламского освободительного фронта Моро, на юге страны действует организация Абу Сайяф. Первоначально Фронт считал, что проблемы Минданао не могут быть решены без создания на острове шариатского государства. Сегодня она считает возможным создание автономии, в рамках федеративных Филиппин.

## История
Национально-освободительный фронт моро (НОФМ) — это группа Моро и Лумада, сформированная в 1969 году после резни в Джабиде, которая произошла в 1968 году, целью которой было расширение автономии Бангсаморо на юге Филиппин. Для достижения своих целей члены НОФМ совершали теракты и убийства. Правительство в Маниле направило войска на юг Филиппин, чтобы подавить мятеж.
Первая попытка достигнуть мира с начала вооружённого конфликта в 1971 году была предпринята в 1976 году. Ливийский лидер Муаммар Каддафи выступил посредником в переговорах между филиппинским правительством и лидером НОФМ Нур Мисуаричто, которые привели к подписанию 23 декабря 1976 Трипольского соглашения. В рамках договора НОФМ принял предложение правительства Филиппин о полуавтономии спорных регионов. Инициатором этого соглашения была Организации Исламская конференция. Тогдашний Президент Филиппин Маркос установил два раздельных региональных правительства, назвав это «конституционным процессом». Обвинив президента в нарушении условий мирного соглашения Национально-освободительный фронт вышел из договора и возобновил военные действия.
Подписание этого соглашения привело к серьёзному расколу в руководстве НОФМ, что привело к формированию в 1977 году отколовшейся группы во главе с Хашимом Саламатом и 57 командирами НОФМ. Группа была первоначально известна как «Новое лидерство». Мисуари изгнал Саламата в декабре 1977 года, после чего Саламат переместил свою новую организацию сначала в столицу Египта Каир, а затем, в 1980 году, в пакистанский город Лахор, где он занимался дипломатической деятельностью. Эта организация была официально создана в 1984 году как Исламский фронт освобождения Моро. После появления этой организации её сторонником стал ливийский лидер Муаммар Каддафи.
В январе 1987 года НОФМ принял предложение правительства Филиппин о полуавтономии спорных регионов, что впоследствии привело к созданию 6 ноября 1990 года автономного района мусульманского Минданао. Однако ИОФМ отказалась принять это предложение, продолжив свои повстанческие операции.
Общее прекращение военных действий между правительством и ИОФМ было подписано в июле 1997 года, но это соглашение было отменено в 2000 году филиппинской армией под управлением президента Филиппин Джозефа Эстрады, который объявил «всеобщую войну» повстанцам на Минданао. После разгрома штаб-квартиры Исламского освободительного фронта Моро, в июле 2000 года, министр обороны Орландо Меркадо поспешно объявил, что «долгая и бессмысленная война наконец-то закончилась». В ответ ИОФМ объявили джихад против правительства, его граждан и сторонников.
При президенте Глории Арройо правительство заключило соглашение о прекращении огня с ИОФМ и возобновило мирные переговоры.
Несмотря на мирные переговоры и соглашение о прекращении огня, ИОФМ нападали на правительственные войска в Минданао, в результате чего в январе 2005 года погибло по меньшей мере двадцать три человека. Объединённые армии ИОФМ и Абу Сайяфа участвовали в боевых действий, в результате которых правительственные войска использовали против повстанческих сил тяжелую артиллерию.
В 2003 году в аэропорту города Давао взорвались две бомбы; всего погибло 40 человек, более 150 было ранено. Филиппинское правительство обвинило членов ИОФМ, вызвав предположение, что мирные переговоры могут быть неэффективными для установления мира в Минданао, если ИОФМ не сможет контролировать своих боевиков.
ИОФМ отрицало связи с группировкой Джемаа Исламия, хотя, как считается, Джемаа Исламия участвовало в подготовке их бойцов. ИОФМ также отрицало связи с аль-Кайдой, хотя и признала, что отправила около 600 добровольцев в тренировочные лагеря аль-Кайды в Афганистане и что Усама бен Ладен отправил деньги на Филиппины, хотя группа отрицает, что напрямую получает какие-либо финансовые средства.
С 28 июня по 6 июля 2006 года сообщалось о конфликте между ИОФМ и вооруженными гражданскими добровольцами под руководством губернатора провинции Минданао Андала Ампатуана, которых поддержала филиппинская армия. Бои начались после того, как губернатор Ампатуан обвинил ИОФМ во взрыве бомбы во время проезда его кортежа 23 июня, в результате которого погибло пять человек из его окружении. ИОФМ не взя на себя ответственности, но Ампатуан послал полицию и гражданских добровольцев, чтобы арестовать членов ИОФМ, связанных с нападением. Четыре тысячи семей были вынуждены покинуть свои дома в результате последовавших боевых действий, которые были прекращены после подписания соглашения о прекращении огня, подписанного 10 и 11 июля.
В июле 2007 года филиппинские морские пехотинцы попали в засаду MILF; 14 морпехов были взяты в плен и казнены (большинство были обезглавлены).
Переговоры между ИОФМ и правительством прекратились в 2008 году после решения Верховного суда, которым было отклонено предварительное соглашение, расширявшее автономный район в Мусульманском Минданао. В 2011 году ИОФМ отозвали свои требования о независимости, вместо этого заявив, что вместо независимости от Филиппин они будут добиваться статуса штата, подобно статусу американских штатов.
В декабре 2013 года правительство Филиппин и Исламский освободительный фронт Моро подписали договор, согласно которому на юге страны появился автономный мусульманский регион — Бангсаморо. В договоре оговорены «условия разграничения и раздела власти между центральным правительством и правительством Бангсаморо (филиппинских мусульман)» в рамках будущего автономного региона. В совместном соглашении также оговорены условия создания «ассамблеи Бангсаморо». Под контролем национального правительства остались вопросы внешней, кредитно-денежной политики, обороны, иммиграции и международной торговли, а власти Бангсаморо будут регулировать рынок труда, городское развитие, сельское хозяйство, общественные работы и защиту окружающей среды.
В марте 2014 года правительство Филиппин и руководство Исламского фронта освобождения Моро заключили мирное соглашение. Переговоры, длившиеся 13 лет, привели к тому, что по соглашению мусульманский юг острова Минданао станет автономным регионом, а боевики сложат оружие. Однако другие повстанческие группировки выразили намерение продолжить борьбу с правительством.
В конце января 2015 года в результате произошедших в Минданао столкновений между полицейскими и представителями организации погибло более 43 человек. По данным агентства DPA, в перестрелке погибли 37 полицейских и шестеро мятежников.

## Освещение в СМИ
Несмотря на то, что за четыре десятилетия погибло около 100 тысяч человек и около полумиллиона человек стало беженцами, гражданская война на Филиппинах никогда не привлекала особого внимания мировых СМИ. Журналисты, освещающие конфликт на Минданао, упрощают требования повстанцев, а чтобы придать происходящему вид общераспространённого явления, употребляют распространенные клише «исламский фундаментализм», «терроризм» и «экстремизм».